# Tenango, Cuetzalan del Progreso
Tenango är en ort i Mexiko.   Den ligger i kommunen Cuetzalan del Progreso och delstaten Puebla, i den sydöstra delen av landet, 180 km öster om huvudstaden Mexico City. Tenango ligger 771 meter över havet och antalet invånare är 410.
Terrängen runt Tenango är bergig. Runt Tenango är det ganska tätbefolkat, med 179 invånare per kvadratkilometer. Närmaste större samhälle är Ciudad de Cuetzalan, 3,8 km väster om Tenango. I omgivningarna runt Tenango växer i huvudsak städsegrön lövskog.